# ルイージ・ブログリオ
ルイージ・ブログリオ（Luigi Broglio、1911年11月11日 - 2001年1月14日)はイタリア人の宇宙工学者。

## 来歴
航空工学をローマ大学で学んだルイージは航空機技術者として頭角を現し、第二次世界大戦後は宇宙開発計画に参加した。当初は独自のロケットを開発しようとしていたが、アメリカのスカウトロケットの導入に切り替えた。1967年4月26日にワロップス飛行施設からサン・マルコ1号が打ち上げられた。1970年12月12日にケニア沖のサン・マルコ・プラットフォームからスカウトB型ロケットによってウフルが打ち上げられた。

## 著書
- Balance-method Applied to Swept-wing Stress-analysis
- Anisotropic Composite Thermal Structures for Hypersonic Flight
- The Equielastic Model Technique in Blown-down Wind-tunnel Tests